# Syracusa Sulcus
Il Syracusa Sulcus è una struttura geologica della superficie di Miranda.